# Parafia św. Stanisława w Topczewie
Parafia Rzymskokatolicka pod wezwaniem św. Stanisława Biskupa i Męczennika w Topczewie – parafia katolicka należąca do dekanatu brańskiego, diecezji drohiczyńskiej, metropolii białostockiej.

## Obszar parafii

### Miejscowości i ulice
W granicach parafii znajdują się miejscowości: 

- Bogusze,
- Budlewo,
- Falki,
- Filipy,
- Gawiny,
- Godzieby,
- Górskie,
- Kamienny Dwór,
- Koćmiery,
- Kożuszki,
- Liza Stara,
- Łukawica,
- Mierzwin Duży,
- Mierzwin Mały,
- Moskwin,
- Nowe Bagińskie,
- Olędzkie,
- Olszewek,
- Olszewo,
- Osówka,
- Ostrówek,
- Pierzchały,
- Sieśki,
- Stare Bagińskie,
- Topczewo,
- Trzeszczkowo,
- Wólka Pietkowska,
- Wólka Zaleska,
- Wypychy,
- Zalesie,
- Zdrojki.

## Miejsca święte

### Kościół parafialny
Obecny murowany kościół został zbudowany w latach 1926–1931. W kaplicy znajduje się słynący cudami obraz Matki Bożej.

### Dawniej posiadane lub użytkowane przez parafię świątynie
- Pierwszy kościół powstał w 1433 roku.
- Drugi drewniany zbudowano w latach 1738–1743.